# Dál Riata
Dál Riata (també anomenat Dalriada o Dalriata) va ser un regne gaèlic situat a la costa oest d'Escòcia, juntament amb alguns territoris de les costes nord-orientals d'Irlanda. A finals del segle vi i principis del segle vii, també incloïa pràcticament tot el territori que actualment es coneix com a Argyll i Bute, i Lochaber, a Escòcia, i el comtat d'Antrim, a Irlanda.
Al principi, al territori d'Argyll, el regne consistia en tres descendents (en anglès, kindreds) de sang emparentada: Cenél Loairn (clan de Loarn) al nord i al centre d'Argyll, Cenél nÓengusa (clan d'Óengus), assentat a Islay, i Cenél nGabráin (clan de Gabrán), assentat a Kintyre; un quart descendent, Cenél Chonchride d'Islay, es considerava aparentment massa petit per poder ser considerat d'un grup major de sang. Cap a finals del segle vii, un quart descendent, Cenél Comgaill (clan de Comgall) va aparèixer en els territoris de l'est d'Argyll. Els districtes de Lorn i Cowal, a Argyll, prenen el seu nom de Cenél Loairn i Cenél Comgaill respectivament, mentre que el districte de Morvern es coneixia formalment com a Kinelvadon, de Cenél Báetáin, una subdivisió dels Cenél Loairn.
S'acostuma a veure Dál Riata com una colònia de les tribus gaèliques d'Irlanda a Escòcia; tanmateix, alguns arqueòlegs, com Ewan Campbell han refutat aquesta teoria. La paraula llatina scotti, el nom pel qual es coneixien en temps antic els habitants d'Irlanda, té un origen etimològic incert, però posteriorment fa referència als parlants de gaèlic, siguin d'Irlanda o de qualsevol altre territori d'aquest continuum lingüístic goidèlic. Thomas Charles-Edwards considera que els termes llatins scotti i anacotti fan referència a les conferacions a l'Ulster i a Leinster respectivament. L'etimologia d'scotti, i les seves arrels gaèliques, si en té, són incertes. Aquest mot, en fonts clàssiques, es relaciona específicament a invasors provinents d'Irlanda, o bé és geogràficament ambigu. Per contra, no hi ha referències clares del terme scotti a Escòcia durant la invasió romana. Malgrat moltes referències en què s'observen les diferents combinacions de picti, scotti, hiberni, attecotti i saxones com a l'arquetip dels enemics de Roma, no es llisten mai junts els scotti amb els hiberni, cosa que confirma que eren noms alternatius per referir-se als irlandesos, o a les confederacions d'irlandesos.
El regne va aconseguir la seva grandesa sota el regnat d'Áedán mac Gabráin, que va reganr entre 574 i 608, però la seva expansió es va produir després de la derrota a la batalla de Degsastan, el 603, contra d'Æthelfrith de Northúmbria. Les grans derrotes a Irlanda i Escòcia durant el temps de Domnall Brecc, mort el 642, va acabar amb l'”època daurada” de Dál Riata, i el regne va passar a convertir-se en un client de Northúmbria, posteriorment controlat pels pictes. No hi ha acord sobre el destí que va viure el regne a partir de finals del segle VIII: alguns acadèmics no hi veuen cap moment de ressorgiment o renaixement després del llarg període de dominació estrangera (després del 637 fins al voltant del 750 o 760), mentre que d'altres hi veuen un moment de renaixença sota el regnat d'Áed Find (736-778), i després amb Kenneth MacAlpin (en gaèlic escocès, Cináed mac Ailpín), el qual es diu que va prendre les regnes del tron després del 840, després de la derrota desastrosa de l'exèrcit picte contra els vikings: alguns clamen que el regne de Fortriu va ser usurpat per les generacions de Dál Riata anteriors a MacAlpin (800-858). L'existència com a regne independent de Dál Riata va acabar durant l'època vikinga, quan es va unir amb els territoris dels pictes per crear el Regne d'Alba.
El nom del regne encara es troba en l'etimologia de les sèries geològiques dalríades, un terme encunyat per Archibald Geikie, perquè el seu aflorament té una extensió geogràfica similar al territori que formava l'antic regne que porta el seu nom.

## Etimologia i llengenda de fundació
El nom Dál Riata prové de l'irlandès antic: Dál significa "porció" o "compartir", i es creu que Riata o Riada és un nom propi de persona. Així, el conjunt significa alguna cosa com "la porció (el territori) de Riada".
La tradició més estesa de l'origen del regne estableix que va ser fundat cap a finals del segle V pel rei semi-llegendari Fergus el Gran (en gaèlic escocès, Fergus Mòr Mac Earca), l'ancestre dels reis posteriors d'Escòcia. La segona tradició, de la qual es va fer ressò el monjo anglosaxó Beda (el Venerable), evoca un rei, Reuda, cap al 220, de les genealogies mítiques irlandeses, un fill de l'Ard ri Erenn llegendari Conaire Cóem, originari d'Antrin, a l'actual Irlanda del Nord, el qual, al segle iii, va donar el seu nom a aquest regne quan hi va establir la primera colònia.
"Amb el pas del temps, la [Gran] Bretanya a més dels britans i dels pictes, va acollir un tercer poble: els escots. Aquests, eren emigrants d'Irlanda que van arribar guiats pel seu cabdill Reuda i, ja fos utilitzant la força o mitjançant negociacions, es van apoderar de diverses colònies dels pictes, les quals encara posseeixen. Encara se'ls anomena dalríades, pel nom del seu cabdill, ja que en la seva llengua daal significa "una part"".
— Beda, El Venerable. Historia ecclesiastica gentis Anglorum, Llibre I, Capítol 1.
Pel que fa a l'existència en el regne de Dál Riata en dues regions tan allunyades, els arqueòlegs no han trobat rastres o proves que demostrin una conquesta d'aquesta magnitud, i es creu que les dues regions estaven lligades pacíficament des de l'edat del ferro. A partir del segle vi, Dál Riata és present en totes les fonts escrites, com en la Vida de sant Columba, obra de sant Adamnán, escrita a l'abadia d'Iona cap a finals del segle viii, la qual sembla la més fiable. A Iona, des de la seva fundació per sant Columba, els monjos cronistes irlandesos de l'alta edat mitjana escrivien cròniques de la seva època contemporània, i dels fets posteriors, com els Annals de l'Ulster o els Annals de Tigernach. El regne de Dál Riata controlava el territori d'Argyll, a la costa oest d'Escòcia, sota el comandament de Fergus mac Erc, abans de la seva mort cap al 500, però el 637, els habitants irlandesos i escocesos del regne es van separar definitivament.

## Societat i paisatge
El paisatge humà modern de Dál Riata és molt diferent del que presentava al primer mil·lenni. La gran majoria de la població viu actualment en assentaments molt més grans que en temps antics, mentre que en algunes zones, com Kilmartin o moltes altres illes, com Islay i Tiree, haurien tingut més o menys el mateix nombre d'habitants que avui dia. Molts dels petits assentaments han desaparegut actualment, de manera que el paisatge és força més buit, i moltes zones en què hi havia granges, estan abandonades. Fins i tot el paisatge físic no és exactament el mateix que era, ja que el nivell del mar ha canviat, i la combinació de l'erosió i el procés de creació d'aiguamolls han alterat considerablement la forma de la costa en diversos llocs, mentre que l'acumulació natural de torba i els canvis fets per la mà de les persones, produïts per l'extracció d'aquest material, han alterat els paisatges de l'interior.
Essent normal en aquella època, les granges d'economia de subsistència eren la forma d'ocupació principal de gran part de la població. La civada i l'ordi eren els principals conreus de cereals. A més, el pasturatge era especialment important, i la transhumància era la pràctica més estesa en tot el territori. Algunes zones, sobretot Islay, eren especialment fèrtils, i hi havia bones pastures durant tot l'any, com a Irlanda. Tiree va guanyar fama amb el pas del temps per la civada i l'ordi, mentre que les illes més petites i deshabitades s'utilitzaven per a la ramaderia ovina. La zona, fins molt més tard, era important per la indústria pesquera de la costa i per la quantitat de marisc; per tant, el peix i la resta de la gastronomia marina eren un component fonamental de la dieta d'aquestes societats.
El Senchus fer n-Alban llista els tres grups emparentats al regne de Dál Riata, a Escòcia, amb un quart que va ser afegit posteriorment:
- El Cenél nGabráin, a Kintyre, suposadament, els descendents de Gabrán mac Domangairt.
- El Cenél nÓengusa, a Islay i Jura, suposadament, els descendents d'Óengus Mór mac Eirc.
- El Cenél Loairn, a Lorne, potser també a Mull i Ardnamurchan, suposadament, els descendents de Loarn mac Eirc.
- El Cenél Comgaill, a Cowal i Bute, una addició posterior, suposadament els descendents de Comgall mac Domangairt.

El Senchus no llista cap clan a Irlanda, però menciona un descendent aparentment menor, Cenél Chonchride, a Islay, descendent d'un altre fill d'Erc, Fergus Becc. Un altre descendent, Cenél Báetáin de Morvern (després es va convertir en el clan Maclean), es va desviar del Cenél Laiorn cap al mateix temps en què el Cenél Cmgaill es va separar dels seus parents. El Cenél Loairn hauria estat el més gran dels "tres descendents", tal com ho fa constar el Senchus, el qual estava dividit en el Cenél Shalaig, el Cenél Cathbath, el Cenél nEchdach i el Cenél Murerdaig. Entre el Cenél Loairn, també es llista l'Airgíalla, la confederació irlandesa, encara que si bé s'hauria d'entendre que eren colons irlandesos, es podria tractar de qualsevol altra tribu. Bannerman proposa un nexe amb l'Uí Macc Uais. El significat d'Airgíalla, "donadors d'hostes", s'afegeix a la incertesa, tot i que s'ha d'observar que només es donava aquest nom a un grup d'Irlanda. No hi ha cap raó per suposar que es tracta d'una llista completa o acurada.
Entre els centres reials de Dál Riata, sembla que Dunadd va ser el més important de tots. Després d'haver estat excavat parcialment, s'hi ha descobert armes, pedres de molta de gra i diversos motlles per a la manufactura de joieria, a més de fortificacions. Entre altres materials d'estatus elevat, s'hi ha d'incloure peces de cristalleria i àmfores per al vi provinents de la Gàl·lia, descobertes en grans quantitats tant a la Gran Bretanya com a Irlanda. D'altres centres neuràlgics menys importants destaca Dun Ollaigh, seu dels reis del Cenél Loairn, i Dunaverty, a l'extrem meridional de Kintyre, a les terres del Cenél nGabráin. Sembla que el centre principal del regne a Irlanda va ser Dunseverick (en gaèlic irlandès, Dún Sebuirge).
La dificultat dels viatges terrestres i per les diferents illes, feien de Dál Riata un autèntic arxipèlag, essent el transport marítim el mitjà de transport més fàcil per poder desplaçar-se i realitzar qualsevol distància. De la mateixa manera que el comerç de llarga distància, el comerç local també sembla que era important. Els currachs (un vaixell típic irlandès) eren probablement les embarcacions més comunes en la navegació marítima, mentre que en els trajectes terrestres s'utilitzaven caiucs i els coracles (embarcacions petites típiques de la costa occidental d'Escòcia). També s'observa en les fonts l'ús dels anomenats "vaixells llargs", de fusta, i segurament semblants als vaixells vikings, o drakars.

## Art i religió

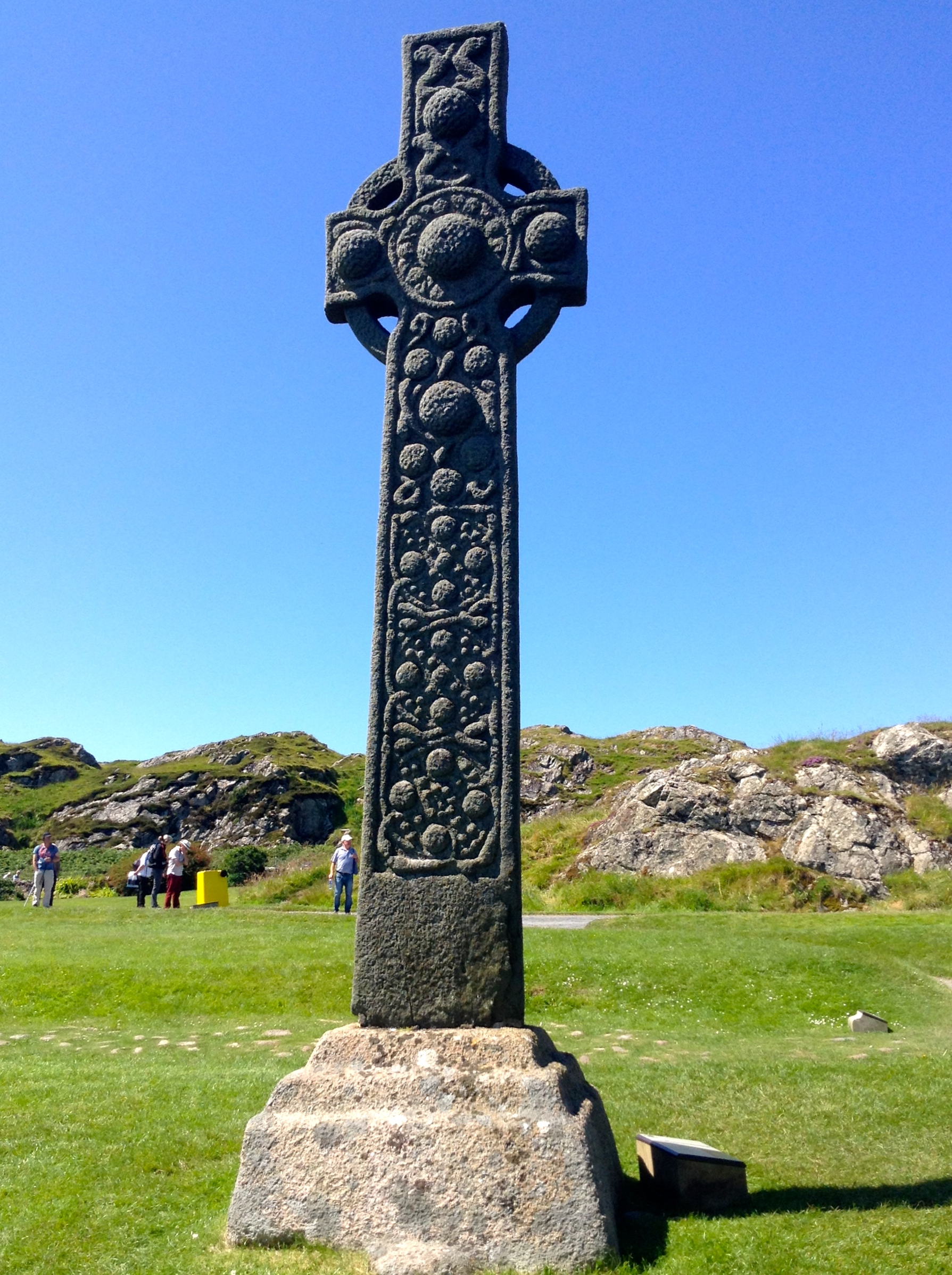
La creu de Sant Martí, del, a Iona.

No hi ha relats escrits del Dál Riata precristià, ja que els escrits més antics provenen dels cronistes de l'abadia d'Iona i dels monestirs irlandesos. A la Vida de Sant Columba, d'Adomnán, hi consta un regne ja cristià, però no es pot saber si això és cert o no. La figura de Columba apareix d'una forma constant en qualsevol història del cristianisme a Dál Riata, però la Vida d'Adomnán no és útil com a escrit de caràcter històric, ja que es tracta d'una hagiografia (història de la vida d'un sant). Així i tot, aquest escrit conté gran part d'informació històrica en no haver estat escrita per mitjà de la retòrica i la pompositat de les fórmules de l'alta edat mitjana. A més, és una font lingüística vital que indica la distribució del gaèlic i de topònims del grup cèltic-P al nord d'Escòcia cap a finals del segle VII. Cal remarcar la famosa necessitat de Columba d'un traductor quan conversava amb un habitant de l'illa de Skye. Aquesta prova de l'existència d'una llengua no gaèlica es demostra per les petites restes de topònims en cèltic-P, o britònica, en la remota terra ferma escocesa, a diferència de les illes.
La fundació del monestir d'Iona per part de Columba als límits de Dál Riata va assegurar que el regne tindria una gran importància en la disseminació del cristianisme al nord de la Gran Bretanya, no només a les terres dels pictes, sinó també a Northúmbria, a través de Lindisfarne, fins a Mèrcia, i més al sud. Encara que el monestir d'Iona pertanyia al Cenél Conaill dels septentrionals Uí Néill, i no a Dál Riata, mantenia llaços estrets amb el Cenél nGabráin.
Encara que Iona va ser el centre religiós més important de Dál Riata, no va ser pas l'únic. Lismore, al territori del Cenél Loairn, va ser important per la mort dels seus abats, la qual va ser recordada sovint. Applecross, probablement en territori picte durant gran part del període d'existència del regne, i Kingarth, a Bute, també són seus monàstiques ben conegudes, mentre que d'altres de més petites, com Eigg i Tiree, es coneixen pels relats en els annals. A Irlanda, Armoy era el centre eclesiàstic principal durant els primers temps, associat amb Patrici d'Irlanda i amb sant Olcan, el qual es diu que en va ser el primer bisbe. Després de la decadència d'Armoy, es van construir nous monestirs a Movilla (Newtownards) i a Bangor.

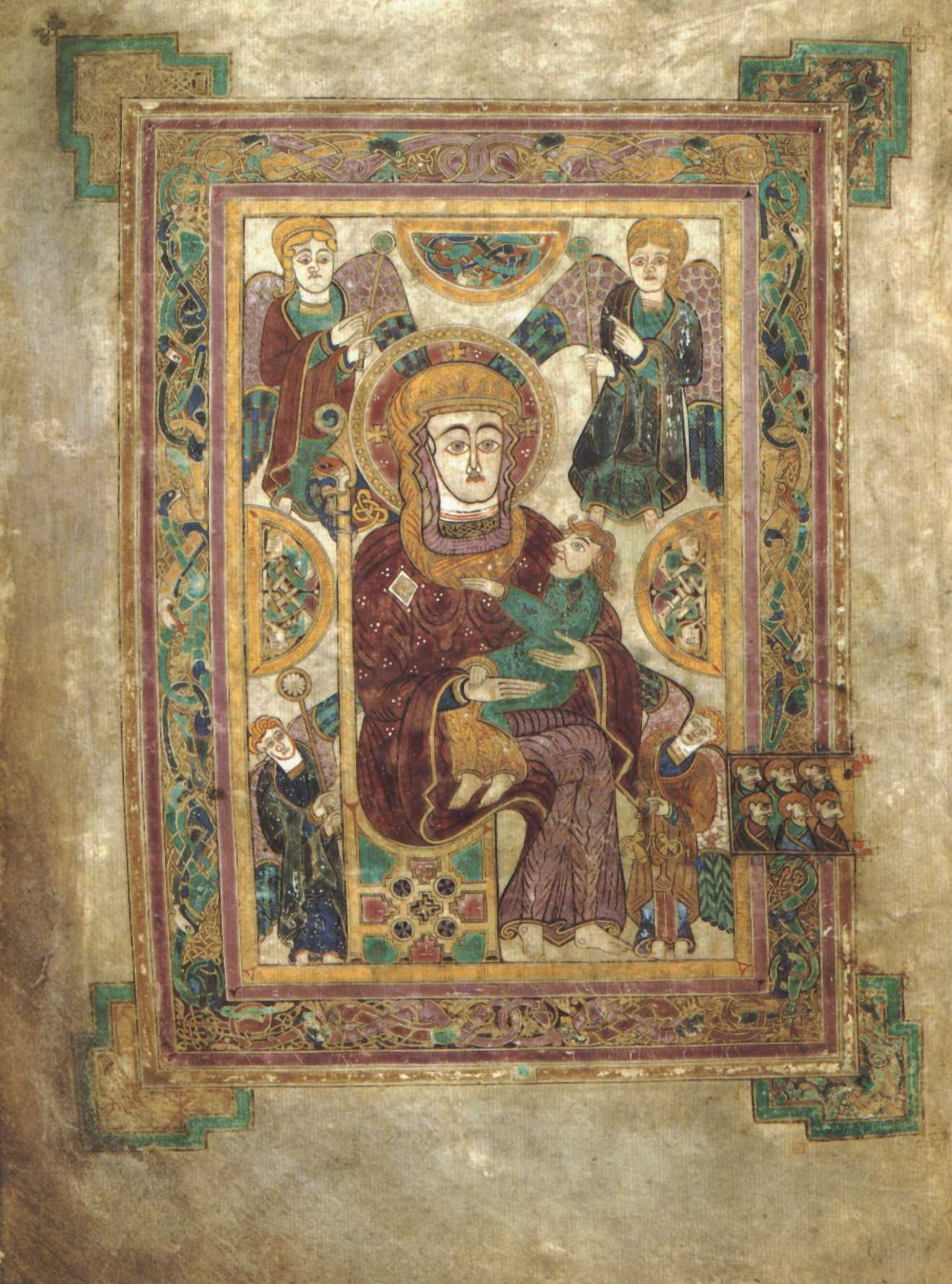
Mare de Déu amb nen; foli 7v del Llibre de Kells.

De la mateixa manera que tenien una importància espiritual fonamental, aquests monestirs també eren centres polítics significatius. El prestigi d'estar associat amb el sant fundador no era de poca importància, ans al contrari. Els monestirs representaven una font de salut, de curació i també de prestigi; a més, eren centres neuràlgics de l'aprenentatge i de l'alfabetització, eines d'una gran consideració per a l'ambició dels reis.
El manuscrit il·luminat del Llibre de Kells probablement es va començar a escriure a Iona, tot i no ser redactat per Columba, com suggereix la llegenda, i data dels volts de l'any 800, és a dir, es podria tractar d'una obra creada per a la commemoració del bicentenari de la mort de Columba, el 597. Iona va ser clau en la formació de l'art hibernosaxó, que combinava elements mediterranis, anglosaxons, celtes i pictes, en un sol estil que es reflecteix en el Llibre de Kells.
Pel que fa a la resta de les arts, es conserven un nombre significatiu d'escultures, que donen una impressió del treball artístic del regne de Dál Riata. La creu de Sant Martí, a Iona, és la creu alta més ben preservada, i està inspirada probablement en les creus de Northúmbria, com la creu de Ruthwell, tot i que hi ha creus similars a Irlanda (Ahenny, al comtat de Tipperary). La creu de Kidalton, a Islay, és similar. La llosa esculpida a Ardchattan sembla que mostra fortes influències de l'art picte, mentre que en la creu de Dupplin s'ha discutit que mostra influències totalment diferents. El treball fi de la metal·lúrgia hibernosaxona és molt important, com les fibulae (fermalls) cèltiques, que, es creu, es van crear a Dunadd.

## Els reis de Dál Riata
En el regne de Dál Riata sovint hi havia diversos reis, un dels quals n'era el principal, i no sempre és fàcil d'entendre si els cronistes irlandesos parlen d'un rei secundari o d'un rei principal. A més, hi havia un regne veí, Dál nAraidi, que en llatí s'anomenava Dalaradia. A raó d'aquest fet, els copistes medievals que escrivien o treballaven en llatí podien confondre amb molta facilitat els termes "Dalriada” o "Dál Riata" amb "Dalaradia". El tercer problema és que els reis escocesos de l'alta edat mitjana pretenien ser descendents dels reis de Dál Riata. Si és veritat o no, sempre és possible que els documents que encara es conserven siguin ficcions establertes per adular o afalagar un rei ancestral. És cert que el rei Selbach, tot i no poder-se posar en dubte que va ser rei durant vint anys, no està inclòs en el poema èpic Duan Albanach, escrit a l'època del rei Malcolm III d'Escòcia.
Els de Dál Riata tenien noms gaèlics, amb la partícula mac "fill", com Domangart mac Fergusa ("Dongard, fill de Fergus"). Així i tot, també es poden trobar noms, menys sovint, amb altres partícules, com Fiannamail ua Dúnchada ("Fiannamail, net de Duncan"). També pot ser que els noms portin sobrenoms, com Eochaid Buide ("Eochaid el Ros"), i de vegades les dues formes es troben juntes, com Fergus Mòr mac Earca ("Fergus el Gran, fill d'Erc").
Durant aquest temps, a Irlanda també es troben noms de clans, com els Uí Néill, que no vol dir "nét de Niall", sinó "de la descendència de Neill". A Escòcia, les formes utilitzades són del tipus Cenél nGabráin o Cenél Comgaill, etc., que significa "de la nissaga de Gabrán o de Congall". El mot Síl, que té el mateix significat, també s'utilitza a Irlanda. Com es pot veure, l'irlandès antic (i el gaèlic escocès posteriorment), com el llatí, és una llengua en què els noms es declinen. No és estrany, doncs, llegir els noms amb el nom de pila del pare en cas nominatiu.

### Reis anteriors a la Batalla de Mag Rath
- circa 474 - 501: Loarn (Loarn mac Eirc)
- Principis del segle VI: Fergus Mòr (Fergus Mór mac Eirc, Mac Nisse Mór)
- Principis del segle VI: Domangart mac Fergusa (Domangart Réti, Domangart mac Ferguso, Domangart Mac Nissi)
- Mort cap al 540: Comgall (Comgall mac Domangairt)
- Mort cap al 560: Comgall (Gabrán mac Domangairt)
- Mort cap al 574: Conall (Conall mac Comgaill)
- Mort cap al 608: Áedán (Áedán mac Gabráin)
- Mort cap al 629: Eochaid Buide (Eochaid Buide, Eochaid mac Áedáin)
- Mort cap al 629: Connad Cerr (Connad mac Conaill)
- Mort cap al 642: Domnall Brecc (Domnall Brecc, Domnall mac Echdach)
- Desconegut: Ferchar (Ferchar mac Connaid)

### Reis d'entre la batalla de Mag Rath fins al 741
- Mort cap al 654: Dúnchad (Dúnchad mac Conaing, Dúnchad mac Dúbain)
- Mort cap al 660: Conall Crandomna (Conall Crandomna, Conall Crannamna, Conall mac Echdach)
- Mort cap al 673: Domangart (Domangart mac Domnaill)
- Mort cap al 689: Máel Dúin (Máel Dúin mac Conaill)
- Mort cap al 696: Domnall Donn (Domnall Donn, Domnall mac Conaill)
- Mort cap al 697: Ferchar (Ferchar Fota, Ferchar mac Feredaig)
- Mort cap al 697: Eochaid (Eochaid mac Domangairt, Echu nepos Domnaill)
- Deposat cap al 698: Ainbcellach (Ainbcellach mac Ferchair)
- Mort el 700: Fiannamail (Fiannamail ua Dúnchado, Fiannamail mac h-ua Dúnchado)
- Mort el 707: Béc (Béc ua Dúnchado)
- Mort el 721: Dúnchad (Dúnchad Bec)
- Abdicà el 723: Selbach (Selbach mac Ferchair)
- Deposat com a rei de Dál Riata el 726: Dúngal (Dúngal mac Selbaig)
- 726–733: Eochaid (Eochaid Angbad, Eochaid mac Echdach)
- 733–736: Muiredach (Muiredach mac Ainbcellaig)
- Executat el 734: Talorg (Talorgg mac Congusso)
- Desconegut: Alpín (Alpín mac Echdach)
- Desconegut: Eógan (Eógan mac Muiredaig)
- Mort el 741: Indrechtach (Indrechtach mac Fiannamail)

### Reis posteriors al 741
- Cap al 736–750 o més tard: reis desconeguts (Dál Riata es troba sota control dels pictes d'Óengus mac Fergusa a partir del 736/741 fins al 750, aproximadament, o potser posteriorment; no hi a reis coneguts durant aquest període, però és probable que els reis pictes governessin el territori de Dál Riata per mitjà de reis vassalls.
- Abans del 768–778: Áed Find (Áed mac Echdach)
- 778–781: Fergus (Fergus mac Echdach)
- Desconegut: Eochaid (Eochaid mac Áeda Find)
- Mort el 792: Donncoirce
- Desconegut: Caustantín (Caustantín mac Fergusa)
- Cap al 792-805: reis desconeguts
- Cap al 805-807: Conall (Conall mac Taidg)
- Cap al 807-811: Conall (Conall mac Áedáin)
- Cap al 811-835: Domnall (Domnall mac Caustantín)
- Desconegut: Óengus (Óengus mac Fergusa): rei de Fortriú.
- Desconegut: Eóganán (Eóganán mac Óengusa): rei de Fortriú.
- Cap al 835-539: Áed (Áed mac Boanta): mort pels vikings
- Desconegut: Alpín (Alpín mac Echdach)
- Desconegut: Cináed (Cináed mac Ailpín): rei dels pictes (843-858); primer rei d'Escòcia com a Kenneth I d'Escòcia.

## Història

### Orígens

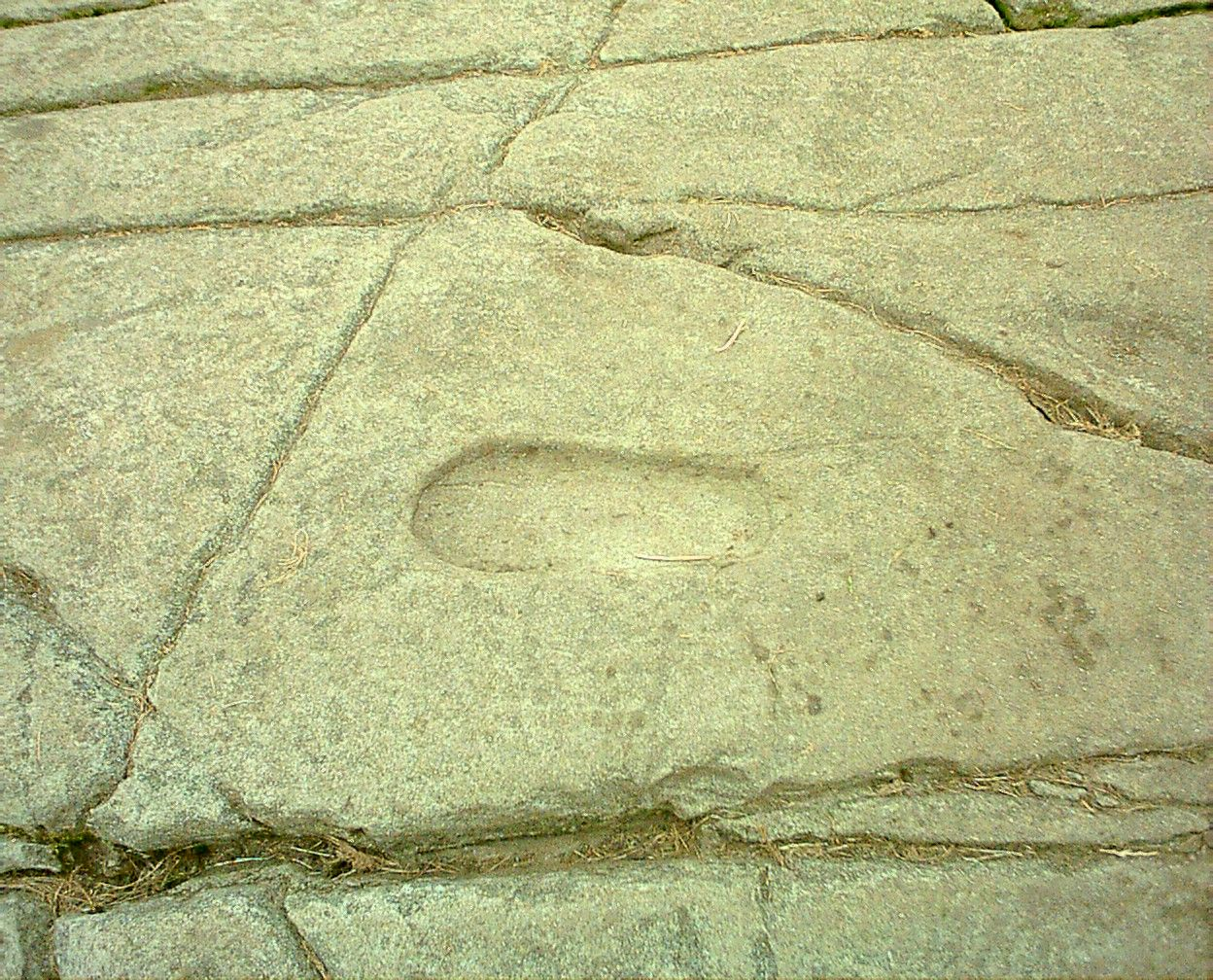
Petjada utilitzada en les cerimònies reials, Dunadd.

El Duan Albanach narra que els tres fills d'Erc –Fergus Mór, Loarn i Óengus– van conquerir Alba ("Escòcia") cap a l'any 500. El monjo anglosaxó Beda, El Venerable ofereix una altra narració diferent, i probablement més antiga, una narració en què consta que Dál Riata va ser creat per un personatge anomenat Reuda, que és més consistent internament, ja que segueix la creació de noms a partir d'epònims: Dál (en irlandès antic, "porció/territori") i Riata, el nom del fundador. La narració de Beda segurament prové de la mateixa narració que els contes irlandesos de Cairpre Riata i els seus germans, el Síl Conairi o els fills/descendents de Conaire Mór / Conaire Cóem. La història dels regne divergeix entre el mite fundacional i alguna cosa semblant a una història real de fundació, amb les narracions de la mort de Comgall mac Domangairt al voltant del 540 i del seu germà Garbán cap al 560.
La versió històrica en el Duan Albanach es va acceptar durant molt de temps, encara que és precedida pel conte purament llegendari d'Albanus i Brutus, i la conquesta de la Gran Bretanya. La implantació de l'irlandès antic a Escòcia es va veure com un producte d'una migració a gran escala des de l'Ulster. Tanmateix, les proves arqueològiques mostren que Argyll i els seus voltants eren diferents d'Irlanda, abans i després d'aquesta suposada migració, i que aquestes terres també formaven part de la província del mar d'Irlanda, la qual es podia albirar fàcilment de la resta d'Escòcia.
Per aquest motiu, se suposa, amb un gran consens, però no total, que la llengua gaèlica ja feia temps que era present a l'àrea de Dál Riata, potser des que les llengües cèltiques insulars es van dividir entre les llengües goidèliques i les britòniques. Tanmateix, en el moment en què Dál Riata començava a expandir-se, el territori de l'Ulster patia una gran inestabilitat, a causa de la pèrdua del territori pel regne d'Ulaid, incloent-hi l'antic centre d'Emain Macha, a l'Airgíalla i l'Uí Néill. Així mateix, es desconeix si les dues parts de Dál Riata ja portaven temps unides, o si es va produir una conquesta en el segle iv, o principis del segle v, d'Antim des d'Argyll, o viceversa, en la línia del mite i la història.
Les proves lingüístiques i genealògiques enllacen els ancestres de Dál Riata amb les tribus prehistòriques dels iverni i els darini, cosa que suggereix un parentesc amb els Ulaid i un nombre de regnes obscurs en el remot Munster, havent-se suggerit els robogdii com un dels ancestres. En última instància, segons les genealogies més antigues, Dál Riata és descendent de Deda mac Sin, un rei o divinitat prehistòrica dels érainn.

### De Druim Cett a Mag Rath

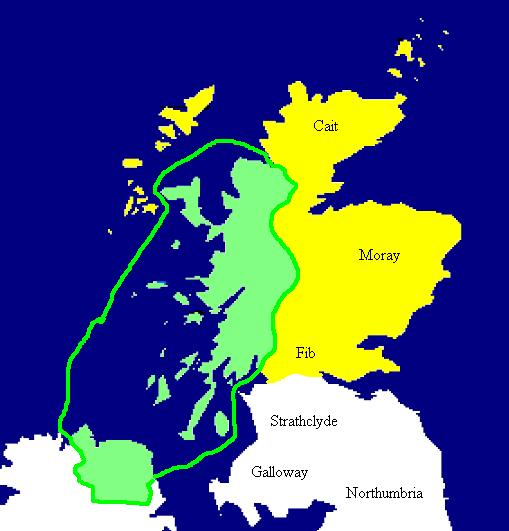
Mapa de Dál Riata en el moment de màxima esplendor, aproximadament, entre el 500 i el 600. Les zones pictes es troben de color groc.

La història de Dál Riata, tot i que és desconeguda abans de mitjan segle vi, i molt poc clara després de la meitat del segle viii, es narra d'una forma relativament clara en els dos segles d'interval, encara que algunes qüestions encara no tinguin resposta. Tal com s'ha dit, els orígens del llaç entre Dál Riata a Escòcia i Irlanda són molt obscurs, però el que no es posa en dubte és que l'irlandès Dál Riata era menor que el regne d'Ulaid. El regne de l'Ulster va ser dominat per Dál Fiatach i impugnat pels reis Cruithne de Dál nAraidi.
El 575, Columba va fomentar un acord entre Áedán mac Gabráin i Áed mac Ainmuireach del Cenél Conaill a Druim Cett. Aquesta aliança probablement va ser precipirada per les conquestes del rei de Dál Fiatach Báetán mac Cairill, un dels molt pocs grans reis d'Irlanda que no provenia de Connacht o d'Uí Néill, que havia buscat la subjugació de tot el regne de Dál Riata, i també de l'illa de Man. Báetán va morir el 581, però els reis d'Ulaid no van abandonar els seus intents de controlar Dál Riata.
El regne de Dál Riata va aconseguir la seva màxima extensió en el regnat d'Áedán mac Gabráin, qui, segons sembla, va ser coronat rei per Columba. Si fos cert, es tractaria de la primera coronació coneguda. Cal fer notar que Columba va mitjançar l'aliança entre Dál Riata i el septentrional Uí Néill. Aquest pacte va ser satisfactori, primer, per derrotar Báetan mac Cairill i, després, per permetre a Áedán realitzar una campanya contra els seus veïns, les llunyanes Òrcades o les terres dels maeatae, a la vora del riu Forth. Áedán sembla haver estat victoriós a l'hora d'estendre el seu poder, fins que es va enfrontar al rei bernici Æthelfrith, a la batalla de Degsastan, cap al 603. El germà d'Æthelfrith va morir durant la batalla, però Áedán va ser derrotat, i els reis bernicis van continuar les seves conquestes cap al sud d'Escòcia. El rei Áedán va morir al voltant del 608 quan tenia 70 anys; posteriorment, el seu fill, Gartnait, inclouria l'illa de Skye als dominis reials.
Sembla, tot i que els contes originals s'han perdut, que Fiachnae mac Báetáin (mort el 626), rei Dál nAraidi de l'Ulster, va ser un senyor de les dues parts de Dál Riata. Fiachnae va realitzar campanyes contra els northumbris, i va assetjar Bamburgh, una campanya en què van lluitar soldats de Dál Riata.
Dál Riata va romandre aliat amb els septentrionals Uí Néill fins al regnat de Domnall Brecc, que va capgirar aquesta política i es va aliar amb Congal Cáech (també conegut com a Congal Cláen) de Dál nAraidi. Domnall es va unir a Congal en una campanya contra Domnall mac Áedo del Cenél Conaill, el fill d'Áed mac Ainmuireach. El resultat d'aquest canvi d'aliats van ser les derrotes de Domnall Brecc i els seus aliats a terra, a Mag Rath (Moira, comtat de Down), i al mar, a Sailtír, prop de Kintyre, el 637. Es diu que aquestes derrotes van ser un càstig diví per a Domnall Brecc en donar l'esquena a l'aliança amb els familiars de Columba d'Iona. La política de Domnall Brecc va desaparèixer amb ell, el 642, en la seva derrota final a mans d'Eugein mac Beli, a l'Alt Clut (Strathcarron), cap a finals de la dècada del 730, on els exèrcits i les flotes de Dál Riata van lluitar al costat dels Uí Néill.

### De Mag Rath a la conquesta picta
La història de Dál Riata a Irlanda després de Mag Rath no és del tot clara. Sembla que els reis Uí Chóelbad de Dán nAraidi van aconseguir el control de les valls d'Antrim en els anys posteriors a la batalla. Les terres de Dál Riata al llarg del riu Bush, segons sembla, van caure en mans del Cenél nEógain, i la federació irlandesa Airgíalla se n'hauria beneficiat en prendre i obtenir terres del sud de les muntanyes Antrim. S'ha proposat que alguns dels reis menys coneguts de Dál Riata mencionats en els Annals de l'Ulster, com Finanamail ua Dúnchado i Donncoirce, haurien estat reis del regne de Dál Riata irlandès.
No obstant això, el destí de la part escocesa de Dál Riata tampoc no és més clara. Sembla que el regne es va convertir en un territori client i tributari dels reis de Northúmbria, fins que el rei picte Bruide mac Bili va derrotar Ecgfrith de Northúmbria, l'any 685, a Dún Nechtain. Tot i així, aquesta subjugació no va acabar el 685. Eadberht Eating va fer alguns esforços per aturar les hosts pictes sota comandament d'Óengus mac Fergusa, aixafant el regne de Dál Riata el 740.
Paradoxalment, la història dels últims temps del regne de Dál Riata són el preludi de futurs triomfs en què el territori dels pictes va ser assimilat per crear el nou regne d'Alba. Els annals deixen clar que el Cenél Gabraín va perdre el monopoli de l'accés al tron reial a finals del segle VII i en el segle viii, quan els reis del Cenél Loairn, com Ferchar Fota, el seu fill Selbach, i els seus nets Dúngal i Muiredach, van lluitar pel regne de Dál Riata. El llarg període d'inestabilitat del territori només va acabar per mitjà de la conquesta del regne per part d'Óengus mac Fergusa, rei dels pictes, durant els anys 730. Després d'una tercera campanya d'Óengus el 741, Dál Riata va desaparèixer de les narracions irlandeses durant una generació.

### L'últim segle
La figura d'Áed Find apareix el 768, lluitant contra el rei picte de Fortriu. A la seva mort el 778, Áed Find és anomenat "rei de Dál Riata", i també el seu germà Fergus mac Echdach el 781. Els Annals d'Ulster diuen que un tal Donncoirche, "rei de Dál Riata", va morir el 792, però el seu nom s'esvaeix després. Un gran nombre de reis d'aquests darrers temps s'anomenen al Duan Albanach. La conclusió òbvia és que aquells que van regnar els territoris de Dál Riata després de la seva derrota i consegüent conquesta dels anys 730, van ser només Áed Find i el seu germà Fergus, ja que van ser els únics que van atraure l'atenció dels cronistes d'Iona i d'Irlanda. No sembla probable, doncs, que Dál Riata fos governat directament per reis pictes, i l'últim personatge anomenat com a "rei de Dál Riata" és Áed mac Boanta, que va ser assassinat en la gran derrota picta del 839 de la mà dels vikings.

### De Dál Riata a Innse Gall
Tant si els pobles vikings van produir un gran impacte o no als territoris pictes, a Dál Riata i a Northúmbria, sembla que l'antic regne hibèrnic es va convertir en una nova entitat. En el cas de Dál Riata és important de remarcar el regne de les Illes, fundat, segons la tradició, per Ketil Bjǫrnsson, El Nas Camús (en gaèlic escocès, Caitill Find) a mitjan segle iv. Els Annales Bertiniani, escrits per monjos francs, narren la conquesta de les illes Hèbrides Interiors, els territoris marins de Dál Riata, per part dels vikings, el 847.
Alex Woolf ha suggerit que es va produir una divisió formal de Dál Riata entre els nòrdic-gaèlics Uí Ímair i els nadius, com les divisions que tenien lloc en qualsevol part d'Irlanda o de la Gran Bretanya, mentre els invasors nòrdics controlaven gran part de les illes, i els pobles gaèlics controlaven la costa escocesa i les illes més meridionals. Així, Woolf suggereix que aquests fets van propiciar la creació dels termes Airer Gaedel i Innse Gall, és a dir, "la costa dels gaèlics" i "les illes dels estrangers", respectivament.